# Route nationale 622
Pour les articles homonymes, voir Route nationale 622 (homonymie).
La route nationale 622, ou RN 622, est une ancienne route nationale française reliant Capens à Hérépian. À la suite de la réforme de 1972, elle a été déclassée en RD 622 dans la Haute-Garonne et dans le Tarn, à l'exception du tronçon de Soual à Castres qui a été repris par la RN 126, et en RD 922 dans l'Hérault. Quant à la sortie nord de Soual, à la suite de la mise en service de la déviation de cette localité, elle a été renumérotée en RN 2126 avant d'être déclassée en RD 926.

## Tracé de la route
La RN 622 avait des parcours communs longs de quelques hectomètres avec la RN 20 dans la traversée d'Auterive, avec la RN 113 dans la traversée de Villefranche-de-Lauragais et avec la RN 607 à Lacaune.
La section entre Capens et Villefranche-de-Lauragais a longtemps servi d'itinéraire préférentiel pour certains automobilistes voyageant entre le piémont pyrénéen et le sud-est. Il permettait d'éviter Toulouse et raccourcissait le trajet, malgré un profil un peu accidenté. De nos jours, cette utilisation a beaucoup diminué en raison de la présence des autoroutes A64, A61 et de la rocade toulousaine (A620).
La RN 622 a un parcours très différent de part et d'autre de Castres. Au sud-ouest de cette ville, c'est une route de plaine avec de grandes lignes droites alors qu'à l'est, c'est une route de montagne traversant successivement le Sidobre et les monts de Lacaune pour finalement suivre la vallée de la Mare à l'extrémité orientale des monts de l'Espinouse.

## Ancien tracé de Capens à Hérépian

### De Capens à Villefranche-de-Lauragais (D 622)
- Capens D 622
- Saint-Sulpice-sur-Lèze
- Saintes, communes de Saint-Sulpice-sur-Lèze et de Lagrâce-Dieu
- Lagrâce-Dieu
- Auterive
- Sicardou, commune de Mauvaisin
- Mis, commune d'Aignes
- Nailloux
- Gardouch
- Villefranche-de-Lauragais D 622

### De Villefranche-de-Lauragais à Castres (D 622, D 926 & N 126)
- Villefranche-de-Lauragais D 622
- Vallègue
- Lux
- Saint-Félix-Lauragais
- Revel
- Cinq Coins, commune de Revel
- Quillès, commune de Revel
- Lescout D 622
- Soual D 926
- Longuegineste, commune de Saïx N 126
- Saïx
- Le Mélou, commune de Castres
- Castres N 126

### De Castres à Lacaune (D 622)
- Castres D 622
- La Boudarié, commune de Burlats
- La Fontasse, commune de Burlats

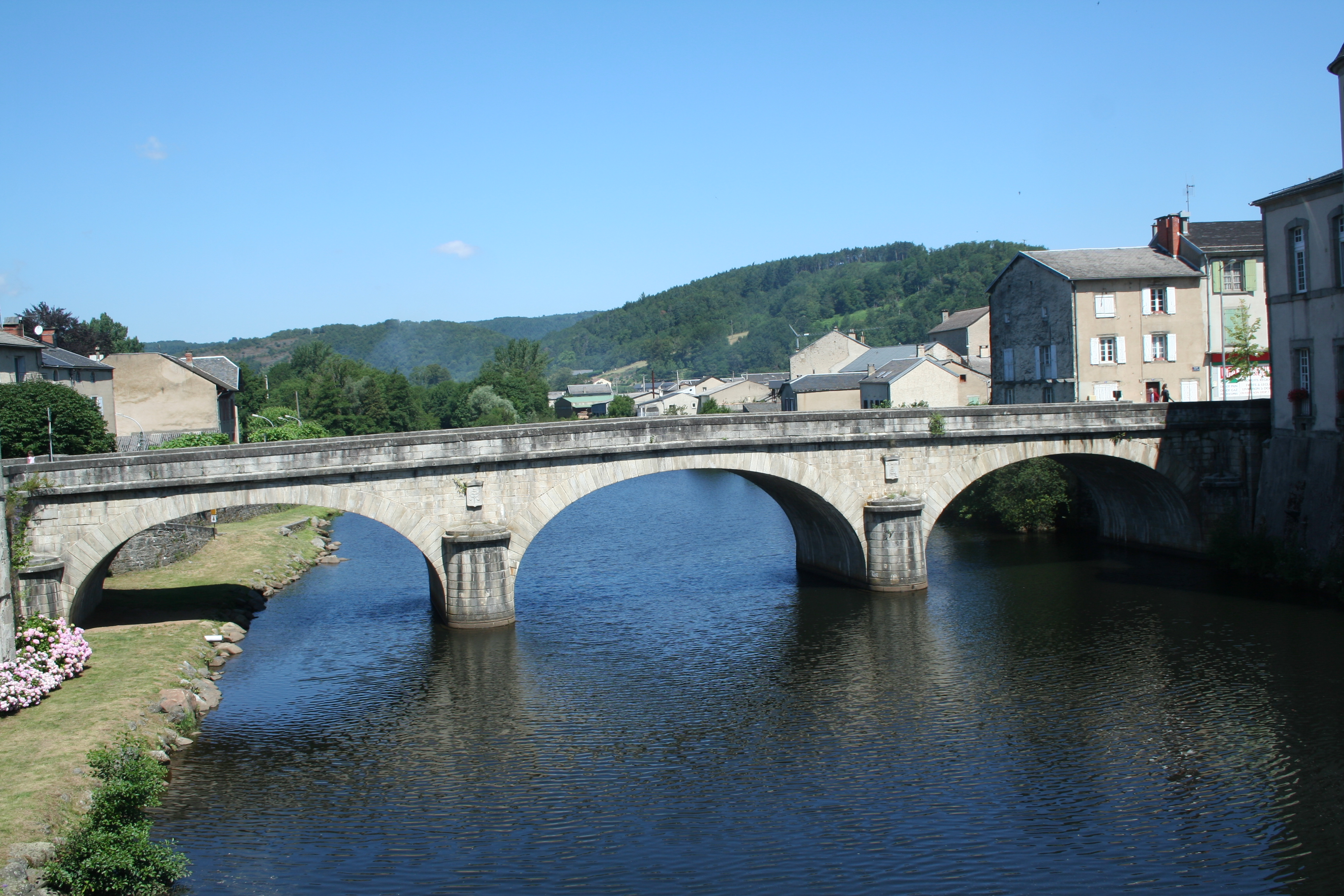
Pont de Brassac

- Vialavert, communes de Cambounès et du Bez
- Guzanes, commune du Bez
- Brassac
- Biot, commune de Castelnau-de-Brassac
- Ouillats, commune de Castelnau-de-Brassac
- Oulès, commune de Castelnau-de-Brassac
- Col de la Bassine (885 m)
- Sagnens, commune de Lacaune
- Lacaune D 622

### De Lacaune au pont de la Mouline (D 607 & D 622)
- Lacaune D 607

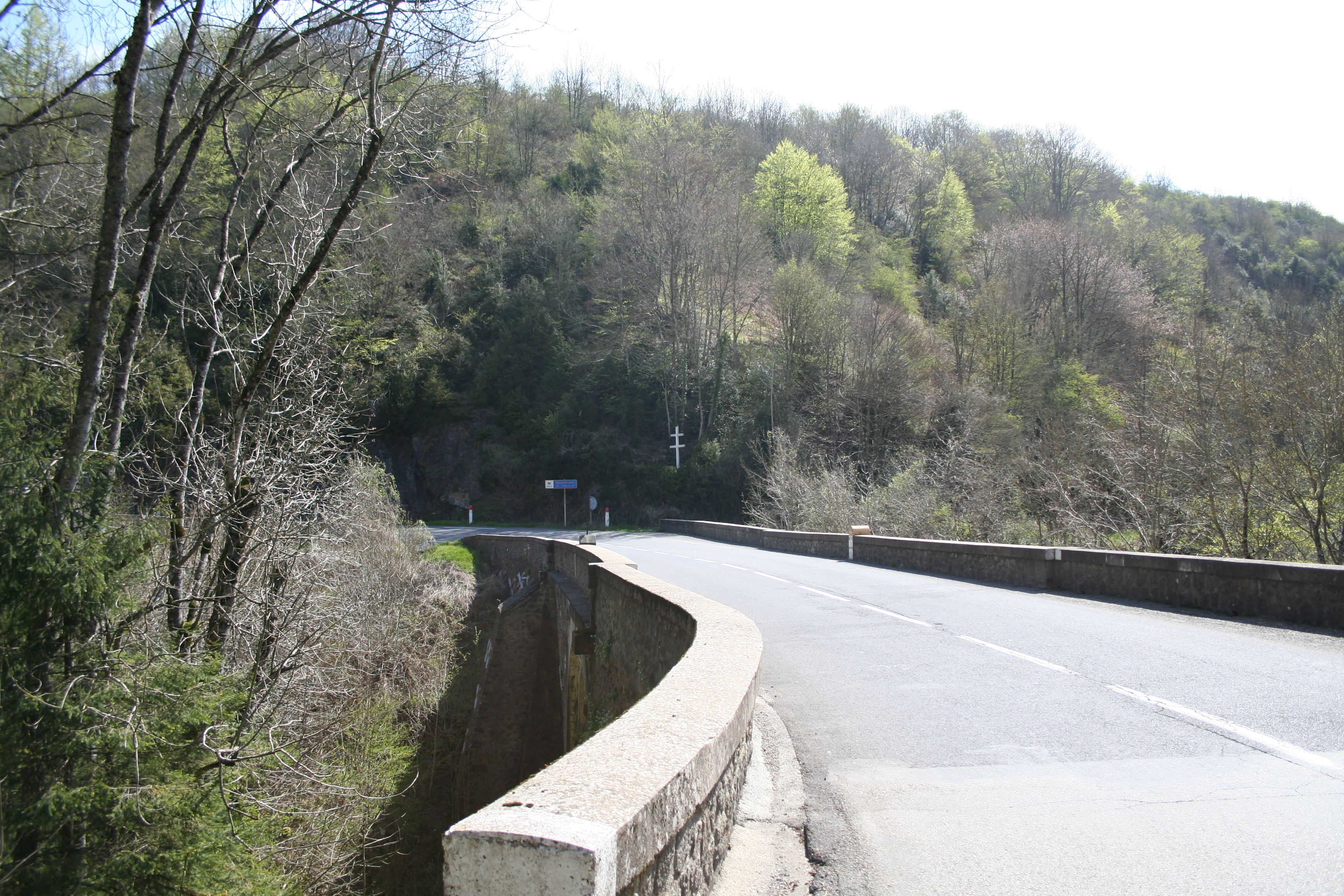
Pont de la Mouline

- Col de la Croix de Deux Sous (897 m) D 622
- La Trivalle, communes de Lacaune et de Moulin-Mage
- Moulin-Mage
- Ferchèbres, commune de Murat-sur-Vèbre
- Col de la Jasse (901 m)
- Murat-sur-Vèbre
- Col del Par (864 m)
- Pont de la Mouline, sur le Dourdou D 622

### Du pont de la Mouline à Hérépian (D 922)

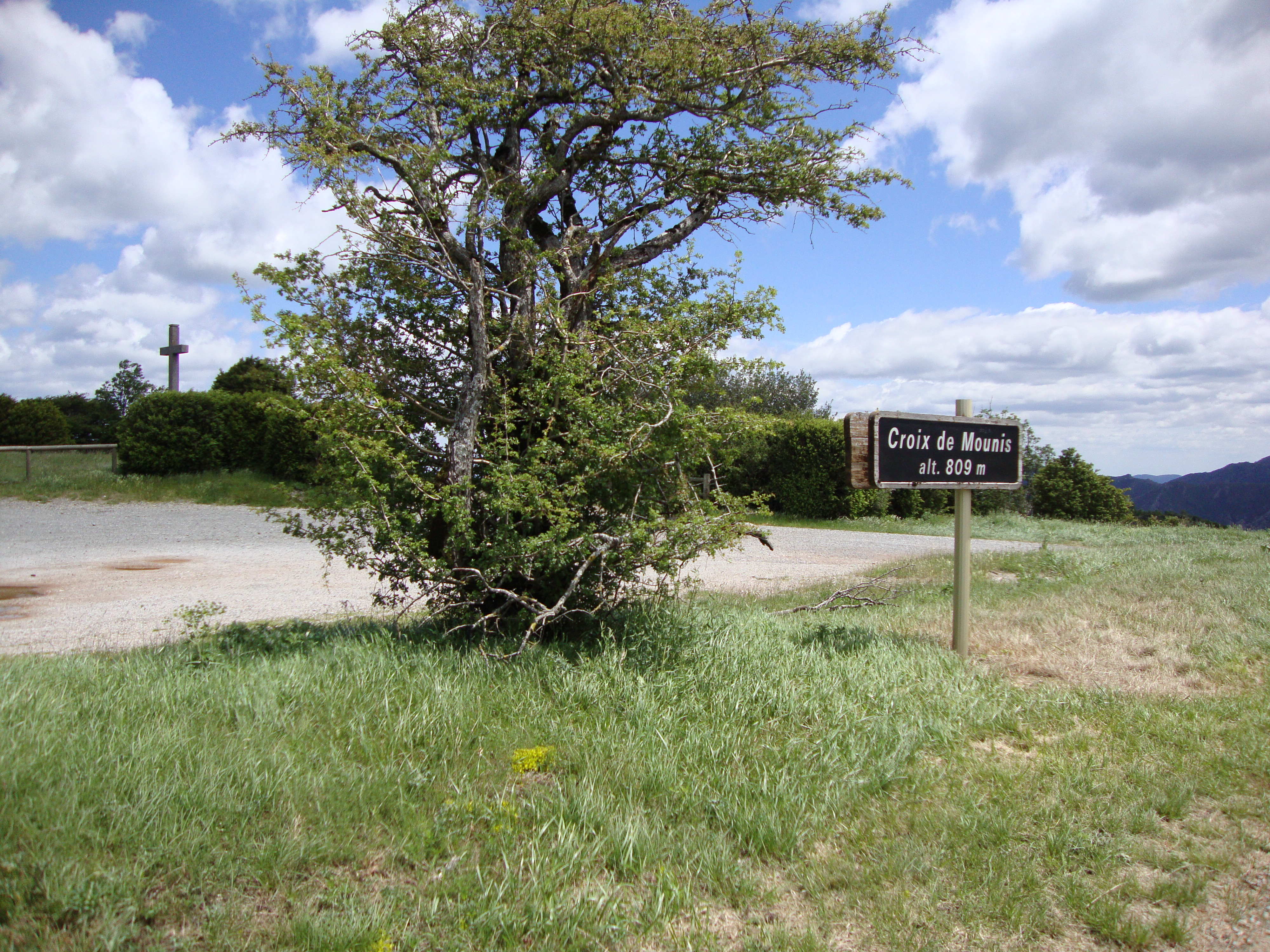
Col de la Croix de Mounis

- Pont de la Mouline, sur le Dourdou D 922
- Col de la Croix de Mounis (808 m)
- La Croix de Mounis, commune de Castanet-le-Haut
- Le Péras, commune de Castanet-le-Haut
- Saint-Gervais-sur-Mare
- Castanet le Bas, commune de Saint-Gervais-sur-Mare
- Vérénoux, commune de Saint-Étienne-Estréchoux (déviée)

- Saint-Étienne-Estréchoux

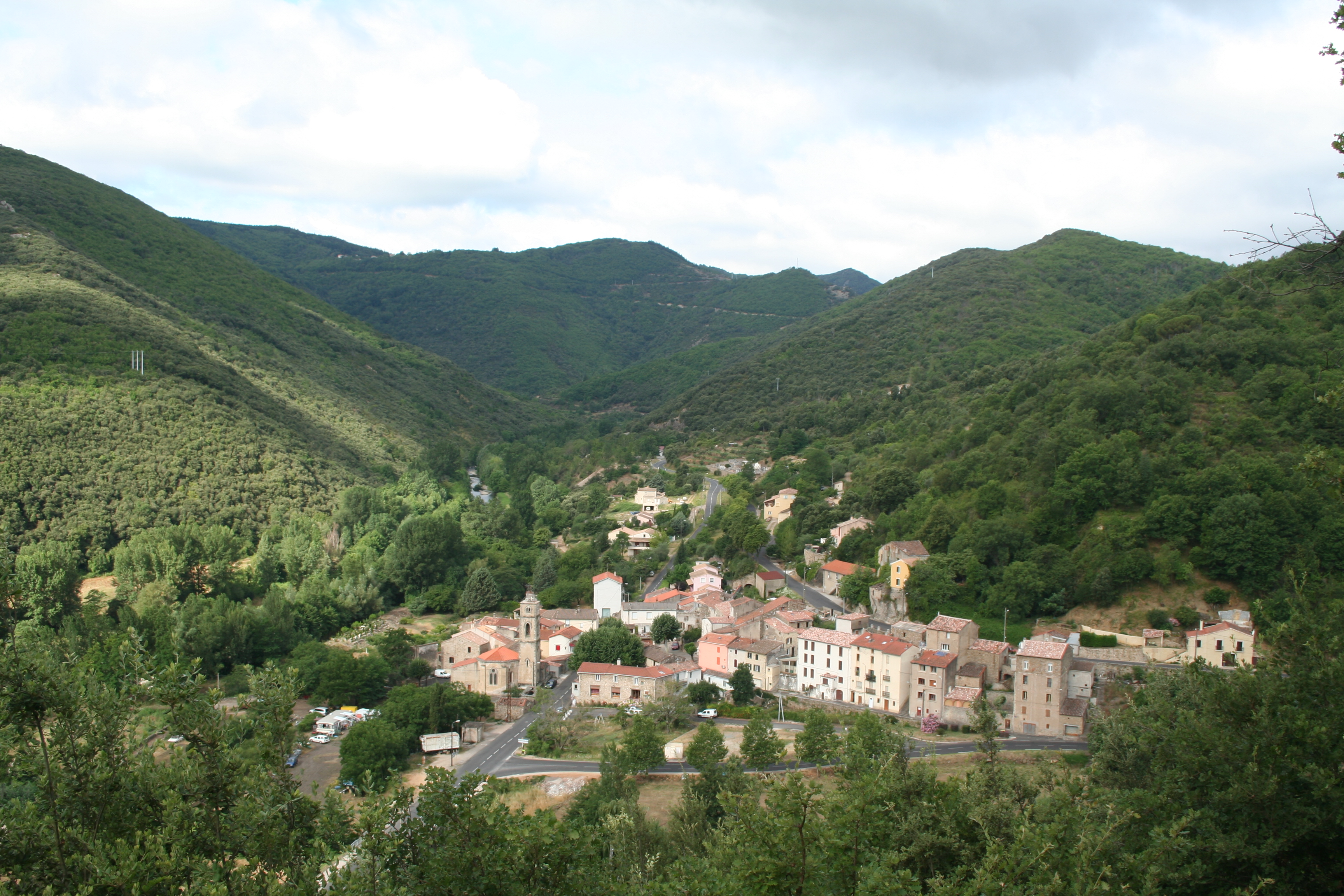
Saint-Étienne-Estréchoux

- Clairac, commune de La Tour-sur-Orb
- Villemagne-l'Argentière
- Hérépian D 922